# Haroldiataenius semipilosus
Haroldiataenius semipilosus är en skalbaggsart som beskrevs av Van Dyke 1928. Haroldiataenius semipilosus ingår i släktet Haroldiataenius och familjen Aphodiidae. Inga underarter finns listade i Catalogue of Life.